# Willem Roelofs
Willem Roelofs (Amsterdam, 10 marzo 1822 – Berchem, 12 maggio 1897) è stato un pittore, entomologo e litografo olandese.

## Biografia
Willem Roelofs nacque ad Amsterdam il 10 marzo 1822. Quando fu giovane, la sua famiglia si trasferì a Utrecht, dove suo padre divenne un membro della Painters and Draftsman Society di Utrecht e ricevette lezioni dall'artista Abraham Hendrik Winter. Nel giugno 1839, si trasferirono a L'Aia in modo che il giovane Willem potesse studiare all'Academy for Visual Arts in quella città e allenarsi nell'atelier di Hendrik van de Sande Bakhuyzen.
Nel 1847 fu coinvolto nella costituzione della società di artisti Pulchri Studio. Nel 1847 lasciò l'Aia piuttosto all'improvviso e andò a vivere a Bruxelles dove rimase fino al 1887. Dal 1866 al 1869, formò Hendrik Willem Mesdag, che sarebbe diventato uno dei maestri della scuola dell'Aia. I suoi altri studenti erano Paul Gabriël, Frans Smissaert, Willem de Famars Testas e Alexander Mollinger. Nel 1850 fu attratto da Barbizon nella zona di Fontainebleau in Francia. Vi tornò due volte, nel 1852 e nel 1855. Aiutò la fondazione della Societé Belge Aquarellistes a Bruxelles nel 1856.
Oltre alla pittura, si occupò anche di entomologia, dove si specializzò negli scarafaggi. Pubblicò su di loro riviste scientifiche illustrate e li identificò per il museo di storia naturale di Leida (l'attuale Naturalis). Nel 1855 fondò l'associazione belga per entomologia, di cui divenne presidente nel 1878. La sua vasta collezione di Curculionidae divenne la base della collezione entomologica di coleotteri nel Museo Natuurhistorisch di Bruxelles.